# Сидихін Євген Володимирович
Сиді́хін Євге́н Володи́мирович (нар. 2 жовтня 1964) — радянський і російський актор театру і кіно, телеведучий. Лауреат Державної премії Росії у галузі літератури та мистецтва (2000) і низки вітчизняних кінопремій.  Учасник бойових дій в Афганістані.

## Біографія
Народився 2 жовтня 1964 року у Ленінграді.
В шкільні роки займався вільною боротьбою, став 5-тиразовим чемпіоном Ленінграда.
По закінченні школи вступив на акторський факультет Ленінградського державного інституту театру, музики і кінематографії (курс Ігора Владимирова). На першому курсі призваний до армії.
У 1983—1985 рр. перебував в лавах Збройних Сил СРСР, проходив військову службу в Афганістані.
Після демобілізації відновив навчання в інституті, закінчивши його у 1989 році (курс Льва Додіна).
У 1989—1993 рр. працював у Театрі імені Ленсовєта.
З 1993 року — актор Санкт-Петербурзького Великого драматичного театру імені Товстоногова. 
Дебютував у кіно в 1989 році. Найбільшу популярність актору принесли ролі у бойовиках та кримінальних драмах. 
Знімається в українських та українсько-російських кінопроектах: «Особисте життя офіційних людей» (2003), «Ігри дорослих дівчаток» (2004), «Так не буває» (2007), «Як знайти ідеал» (2008), «Право на помилування» (2009, т/с), «Північний вітер» (2009, т/с), «Поганий хороший коп» (2016, т/с), «Готель Елеон» (2017, т/с) та ін. 
У 1999—2000 рр. вів на каналі «НТВ» програму «Двоє», у 2012 році — ведучий документальної програми НТВ «Круті нульові».

## Родина
Ще в студентські роки одружився з Тетяною Борковською. Має трьох дочок: Поліну (1988), Аглаю (1998) і Анфісу (2007).

## Фільмографія
- «Алкмена та Амфітріон» (1989, телеспектакль; воїн)
- «Графиня» (1991, Микита Шувалов, письменник-початківець (головна роль)
- «За останньою межею» (1991, Віктор Дрьомов, ЗМС з боксу)
- «Прірва» (1992, Гоша, носильник; реж. І. Диховичний, Росія—Франція)
- «Виконавець вироку» (1992, Юрій Кірсанов (головна роль; озвучив Олександр Рахленко)
- «Операція „Люцифер“» (1993, слідчий прокуратури Забєлін)
- «Діти чавунних богів» (1993, Ігнат Морозов (головна роль)
- «Пором „Анна Кареніна“» (1993, командир легіону; реж. О. Яковлєва)
- «Остання субота» (1993, Олег)
- «Два брати і сестра» / Três Irmãos (1994, Жуау)
- «Російський транзит» (1994, Олександр Євгенович Бояров, «вибивала» ресторану «Пальміра», колишній майстер спорту з карате (головна роль); реж. В. Титов)
- «Без зворотньої адреси» (1994—1998, реж. К. Худяков)
- «Манія Жизелі» (1995, Борис Каплун; реж. О. Учитель)
- «Вовча кров» (1995, Родіон Миколайович Добрих, командир загону ЧОПівців (прототип І. І. Долгих); реж. М. Стамбула)
- «Васька Нємєшаєв» / Letgohand Vaska / Haggyállogva Vászka (1996, Ванька; Угорщина)
- «Мамо, не горюй» (1997, Зубек; реж. М. Пежемський)
- «Обпалені на морозі» / Burnt by Frost (1997, Норвегія)
- «Ретро втрьох» (1998, Костя; реж. П. Тодоровський)
- «У дзеркалі Венери» (1999, Пітер)
- «Зима у біса на паличках» / Egy tél az Isten háta mögött (1999, Бельгія)
- «Чоловічий характер, або Танго над прірвою 2» (1999, Сергій)
- «Барак» (1999, Олексій Михайлович Болотін, дільничний, старший лейтенант; реж. В. Огородніков) — Державна премія Росії у галузі літератури та мистецтва (2000)
- «Зіронька моя ненаглядна» (2000, В'ячеслав Миколайович, офіцер; реж. С. Мікаелян)
- «Бандитський Петербург» (з 2000, т/с, 1—4, 6—10 фільми; підполковник, майор, полковник Микита Микитович Кудасов)
- «Бандитський Петербург. Фільм 1. Барон» (2000, т/с; підполковник, майор, полковник Микита Микитович Кудасов)
- «Бандитський Петербург. Фільм 2. Адвокат» (2000, т/с; підполковник, майор, полковник Микита Микитович Кудасов)
- «27 вкрадених поцілунків» / 27 Missing Kisses (2000, Олександр, астроном; реж. Нана Джорджадзе, Велика Британія—Німеччина—Грузія—Франція) — Кінофестиваль «Сузір'я» (2002): Приз найкращому артисту в іноземному фільмі[2]
- «Російська красуня» (2001, Юра, режисер; Італія—Росія)
- «Дванадцята осінь» (телеверсія «Ахіллесова п'ята») (2001, Максим)
- «Бандитський Петербург. Фільм 3. Крах Антибіотика» (2001, т/с; підполковник, майор, полковник Микита Микитович Кудасов)
- «Цвіркун за вогнищем» (2001, Джон; реж. Л. Нечаєв)
- «Соломія» (2001, т/с; Федір Петрович Яліков)
- «Ковчег» (2002, шкіпер) — МКФ «Ліки кохання» в Москві (2003): Приз за найкращу чоловічу роль
- «Біле золото» (2002, Федір Ломов, король Сибіру, колишній КДБіст)
- «За лаштунками» (2002, т/с; Анатолій Кусков)
- «Впасти вгору» (2002, Микола)
- «Поміж життям та смертю» (2002, Ян Шибко; Білорусь) — МКФ слов'янських та православних народів «Золотий витязь» (2003): Диплом «За виконавську майстерність»
- «Таксист» (2003, т/с; Ілля Орлов) — номінація на Премію «Золотий орел» за найкращу чоловічу роль на телебаченні (2004)[3]
- «Бандитський Петербург. Фільм 4. Арештант» (2003, т/с; начальник 15-го відділу УГРО ОРБ підполковник Микита Микитович Кудасов (2-3, 6-7 серії)
- «Бандитський Петербург. Фільм 5. Опер» (2003, т/с; начальник 15-го відділу УГРО ОРБ підполковник Микита Микитович Кудасов (флешбеки-сцени)
- «Бандитський Петербург. Фільм 6. Журналіст» (2003, т/с; Микита Микитович Кудасов)
- «Як би не так» (2003, Коля-Лось; реж. М. Пежемський)
- «Особисте життя офіційних людей» (2003, Анатолій Пантелєєв, слідчий; реж. В. Новак; Росія—Україна)
- «Спецназ» (2003, т/с; Безруков, майор)
- «Ігри дорослих дівчаток» (2004, Віталій Манохін; реж. С. Лялін, Україна)
- «Жінки у грі без правил» (2004, Павло Веснін; Білорусь—Росія)
- «МКР є МКР» (2004—2005, т/с; Олександр Іванович Смирнов, майор, начальник опергрупи 1 відділу МУРу, потім підполковник у відставці (головна роль)
- «Мамо, не горюй 2» (2005, Зубек; реж. М. Пежемський)
- «Бандитський Петербург. Фільм 7. Переділ» (2005, т/с; підполковник, майор, полковник Микита Микитович Кудасов)
- рос. «Sказка O Sчастье» (2005, т/с; Віктор Дерябін, батько Ольги)
- «МКР є МКР 2», «МКР є МКР 3» (2005, т/с; Олександр Іванович Смирнов, майор, начальник опергрупи 1 відділу МУРу, потім підполковник у відставці (головна роль)
- «Зграя» (2005, начальник служби охорони (головна роль)
- «Таємна варта» (2005, Старий, майор (головна роль)
- «Злочин і погода» (2006, Родіон (головна роль)
- «Секретні доручення» (2006, т/с; Станіслав Петровський)
- «Бандитський Петербург. Фільм 8. Термінал» (2006, т/с; підполковник Микита Микитович Кудасов)
- «Бандитський Петербург. Фільм 9. Голландський Пасаж» (2006, т/с; підполковник Микита Микитович Кудасов)
- «Вікінг» (2006, капітан третього рангу Сергій Петрович Шведов («Вікінг»)
- «Клініка» (2006, полковник Іван Рубцов)
- «Розрахунок» (2006)
- «Сімейна вечеря» (2006, Олексій Вікторов)
- «Ленінград» (2007, т/с; Корнєєв)
- «Бандитський Петербург. Фільм 10. Розрахунок» (2007, т/с; підполковник Микита Микитович Кудасов)
- «Після життя» (2007, Артем (головна роль)
- «Поцілунки занепалих ангелів» (2007, Роман Демідов (головна роль)
- «Так не буває» (2007, Назар Медвідь; реж. І. Войтюк, Україна)
- «Безіменна — одна жінка в Берліні» / нім. Anonyma Eine Frau in Berlin (2008, майор Андрій Рибкін; реж. Max Färberböck, Німеччина—Польща)
- «Біс» (2008, Микита Сергійович Бескудников на прізвисько «Біс», бізнесмен (головна роль)
- «Як знайти ідеал» (2008, Борис Борисович, депутат; реж. В. Яковенко, Україна)
- «Віддалені наслідки» (2008, Сергій Михайлович)
- «Крижаний поцілунок» / Iced kiss (2008, Шевченко, працівник КДБ; Литва—Норвегія)
- «Мертві душі» (2008, Шаламов Євген Андрійович, генерал (головна роль)
- «Залюднений острів» (2008, свекор; реж. Ф. Бондарчук)
- «Літєйний, 4» (2008—2014, т/с; Євген Андрійович Шаламов, генерал-майор ФСБ, начальник спеціального відділу (з 2-го сезону)
- «Право на помилування» (2009, т/с; Вікентій Валер'янович Чухонцев, він же Віктор фон Браун; реж. О. Туранський, Росія—Україна)
- «Російський хрест» (2009, Петро Єрмаков, він же отець Олександр)
- «Північний вітер» (2009, т/с; Василь Клінцов, єгер та колишній спецназівець (головна роль); Росія,—Україна)
- «Таємна варта. Смертельні ігри» (2009, т/с; Тибін (Старий) (головна роль)
- «Питання честі» (2010, Шаламов Євген Андрійович, генерал (головна роль); реж. О. Рогожкін)
- «Остання зустріч» (2010, т/с; Степан Георгійович Баришев, батько Ліки, генерал КДБ)
- «Розум та інстинкти» / Prāts vai instinkts (2010, Латвія)
- «Дотягнутися до мрії» (2011)
- «Піраньї» (2011, т/с; Микола Шликов, сусід Логінових (головна роль)
- «У зоні ризику» (2012, т/с; Сергій Володимирович Демидов («Командор»), підполковник ФСВП)
- «Людмила» (2013, т/с; Василь Микитович Покровський, генерал; реж. О. Павловський)
- «Призначено нагороду» (2013, т/с)
- «Петро Лещенко. Все, що було...» (2013, т/с, полковник царської армії)
- «Позивний „Зграя“» (2013, т/с, Анатолій Михайлович Куликов (головна роль)
- «Фатальна спадщина» (2013, т/с, Анатолій Максимович Ісаєв (головна роль)
- «Станиця» (2013, т/с, Федір Горобець (головна роль)
- «Там, де є щастя для мене» (2013, Іван Васильович Прилуков (головна роль)
- «Чорні кішки» (2013, т/с, Прохор Петрович Куплєнов, перший секретар обкому)
- «Вдова» (2014, т/с, Костянтин Германович Шиллер (Німець), наркобарон)
- «Вікінг-2» (2014, Сергій Петрович Шведов («Вікінг»), у минулому капітан третього рангу (головна роль)
- «Куди йде любов» (2014, Микола, перший чоловік Наталії, полковник (головна роль)
- «Позивний „Зграя“-2» (2014, т/с, Анатолій Михайлович Куликов (головна роль)
- «Розриваючи замкнене коло» / Тиригартан жол тапан (2014, Володимир Іванович Долгих, секретар ЦК КПРС; Казахстан)
- «Охоронець» (2014, т/с, Олександр Соколов)
- «Шукач-1» (2015, т/с, Груздєв, адвокат Володарського (10 серія)
- «Відділ» (2015, т/с, Іван Тимофійович Ушанов, полковник поліції (головна роль)
- «Сімейний альбом» (2015, т/с, Андрій Вікторович Астахов (головна роль)
- «Квітка папороті» (2015, т/с, Роман Михальов, батько Петра)
- «Година Сича» (2015, т/с, Олексій Сичов (головна роль)
- «У лісах Сибіру» (2016, Олексій (головна роль); реж. Сефі Неббу, Франція)
- «Поганий хороший коп» (2016, т/с; Анатолій Сергійович Трубачов, слідчий, майор; Україна)
- «Безвежовий Нік» / Tschiller a.D. - Der Kinotatort (2016, Олександр Кінський; Німеччина)
- «Грона винограду» (2016, т/с, Петро)
- «Козаки» (2016, т/с, Суровий)
- «Осине гніздо» (2016, т/с, Борис Сергійович Валевський, прокурор)
- «Проста історія» (2016, Сергій Миколайович Шмаков, генерал)
- «Така робота» (2016, т/с, Роман Дмитрович Філін / Ігор Дмитрович Філін (головна роль)
- «Три дні до весни» (2017, Зімін, начальник НКВС Ленінграда)
- «Готель Елеон» (2017, т/с, Ян В'ячеславович, батько Софії; Росія—Україна)
- «Арена для вбивства» (2017, т/с, Валерій Паршин, підполковник)
- «Дорога з жовтої цеглини» (2017, т/с, Міхалич, фронтовий друг Івана)
- «Робота без авторства» (2018, майор НКВС Муравйов; реж. Флоріан Генкель фон Доннерсмарк, Німеччина)
- «Анатомія вбивства» («Скелет у шафі» фільм №1) (2018, т/с, Михайло Самсонов)
- «Берізка» (2018, т/с, Михайло Сергійович Горшков, батько Варі та Олександри)
- «Гранд» (2018, т/с, Ян В'ячеславович Толстой, батько Софії )
- «Канікули президента» (2018, генерал ФСО)
- «Кров» (2018)
- «Сусіди» (2018, т/с, Олег Корабльов (головна роль)
- «Великий артист» (2019, т/с, Іван Семенович Торшаков, батько Олени)
- «Місто наречених» (2019, т/с, Олексій Петрович (Сивий), кримінальний бізнесмен)
- «Останній тиждень» (2019, т/с, Юрій Володимирович Смирнов, бізнесмен (головна роль)
- «Сусіди-2», «Сусіди-3» (2019, т/с, Олег Корабльов (головна роль)
- «Холодна гра» / The Coldest Game (2019, Гаврилов; Польща—США)
- «Смерть в об'єктиві» (2020, т/с, дядько Міша)
- «Спаська» (2020, т/с, Олексій Костров)
- «Стаття 105» (2020, Андрій Бочарніков, генерал)
- «Чужа сестра» (2020, т/с, Василь Науменко)
- «Втрачені» (2021, т/с, Привалов)
- «Примарне щастя» (2021, т/с, Степан)
- «Сусіди-4», «Сусіди-5» (2021, т/с, Олег Корабльов (головна роль)
- «Десять життів Мєдвєдя» (2022, у виробництві; Олександр Мєдвєдь)
- «Дорога до щастя» (2022, у виробництві; полковник)
- та інші...